# Jean-Claude Poitras
 (février 2013).
Si vous disposez d'ouvrages ou d'articles de référence ou si vous connaissez des sites web de qualité traitant du thème abordé ici, merci de compléter l'article en donnant les références utiles à sa vérifiabilité et en les liant à la section « Notes et références ».
Pour les articles homonymes, voir Poitras.
Jean-Claude Poitras est un créateur de mode, un designer multidisciplinaire, un chroniqueur, un conférencier et un artiste né à Montréal au Canada le 18 juin 1949.

## Parcours
Pendant plus de 30 ans (1972-2002), il connaîtra une carrière prolifique en tant que créateur de mode. Il décide en 2002 de se consacrer dorénavant au design multidisciplinaire sous toutes ses formes. En parallèle à son travail de designer, il développera dès 2004 ses talents de journaliste en écrivant des articles pour une multitude de magazines, allant de La semaine à Formes. Pendant plus de 8 ans, le quotidien Le Devoir publie ses chroniques mensuelles portant sur le design tous azimuts. En 2012, il célèbre ses 40 ans de carrière en dévoilant son âme d'artiste avec une première exposition solo en tant qu'artiste en arts visuels présentée à la Galerie Roccia de Montréal. En octobre 2018, il lance son premier livre Quand la vie défile aux Éditions de l'homme. Le livre présente la mode québécoise de 1950 à 2018. En 2019, on lui consacre l'exposition Jean-Claude Poitras - Mode et inspirations retraçant son parcours de créateur de mode. Ce sera la première coproduction entre le Musée de la civilisation et le Musée McCord.

## Créateur de mode
En 1972, il ouvre son atelier PARENTHÈSE et lance sa première collection. De 1973 à 1976, Jean-Claude est directeur et acheteur pour la boutique Adam et le Salon de l’Ensemble du grand magasin Eaton. Parrainé par Léo Chevalier et Anita Pineault, il devient membre de l’Association des dessinateurs de mode du Canada en 1978. Il présente son premier défilé pour l’évènement Auto-Élégance en 1978.1979, c’est l’ouverture de la boutique BOF!, rue Saint-Paul dans le Vieux-Montréal. Lors du combat du siècle de 1980, opposant les boxeurs Duran et Leonard au Stade olympique de Montréal, il présente un premier défilé de mode en solo qui sera vu à la télé partout dans le monde.
En 1987, il crée le studio Poitras Design qui réunit les collections masculines et féminines griffées Jean-Claude Poitras. De 1989 à 1998, Jean-Claude présente une collection de montres signées Poitras pour hommes et femmes, fabriquées en Suisse.
En 1990, le studio Poitras Design fusionne avec le fabricant Irving Samuel.
Les collections de Jean-Claude Poitras ont été présentées dans les plus grands salons internationaux : New York (Fashion Coterie, Designer’s collective), Paris (Salon Atmosphère), Cologne (International menswear exhibition), Las Vegas (Magic), Chicago (KBIS), Guadalajara (Fiestas de Octubre), Orlando, Hong Kong, Toronto,

### Collaborations
De 1977 à 1983, Jean-Claude crée pour les fabricants Beverini et Auckie Sanft une collection de prêt-à-porter féminin, Bof! par Jean-Claude Poitras. Par la suite, de 1983 à 1988, il signe des collections de prêt-à-porter féminin pour Importations Franck. Au cours de cette collaboration, de 1985 à 1988, il crée du prêt-à-porter féminin grande diffusion pour Ronsard sport, une division d’Importations Franck.
Il conçoit de 1985 à 1993 des collections de manteaux en peaux lainées sheepskin pour hommes et femmes pour Sawyer of Napa et International Trademarks Apparel de Toronto. Il développe également de 1986 à 1992 une collection de manteaux de fourrures hommes et femmes pour Amsel & Amsel.
En 1990, il collabore avec Le Château pour 3 collections masculines exclusive dans l’esprit des collections capsules d’aujourd’hui.
En 2001 et 2002, il réalise une collection de manteaux pour femmes avec le manufacturier Me-Jay.
De 2011 à 2019, il multiplie les collaborations multidisciplinaires avec Première Moisson, Beaux-Arts Bons Vins, le Domaine des Salamandres, l'Association des fabricants de meuble du Québec, Vitre-Art, MAAX, la BAnQ, le Salon des métiers d'art de Montréal et la quincaillerie Richelieu.

### Uniformes et costumes

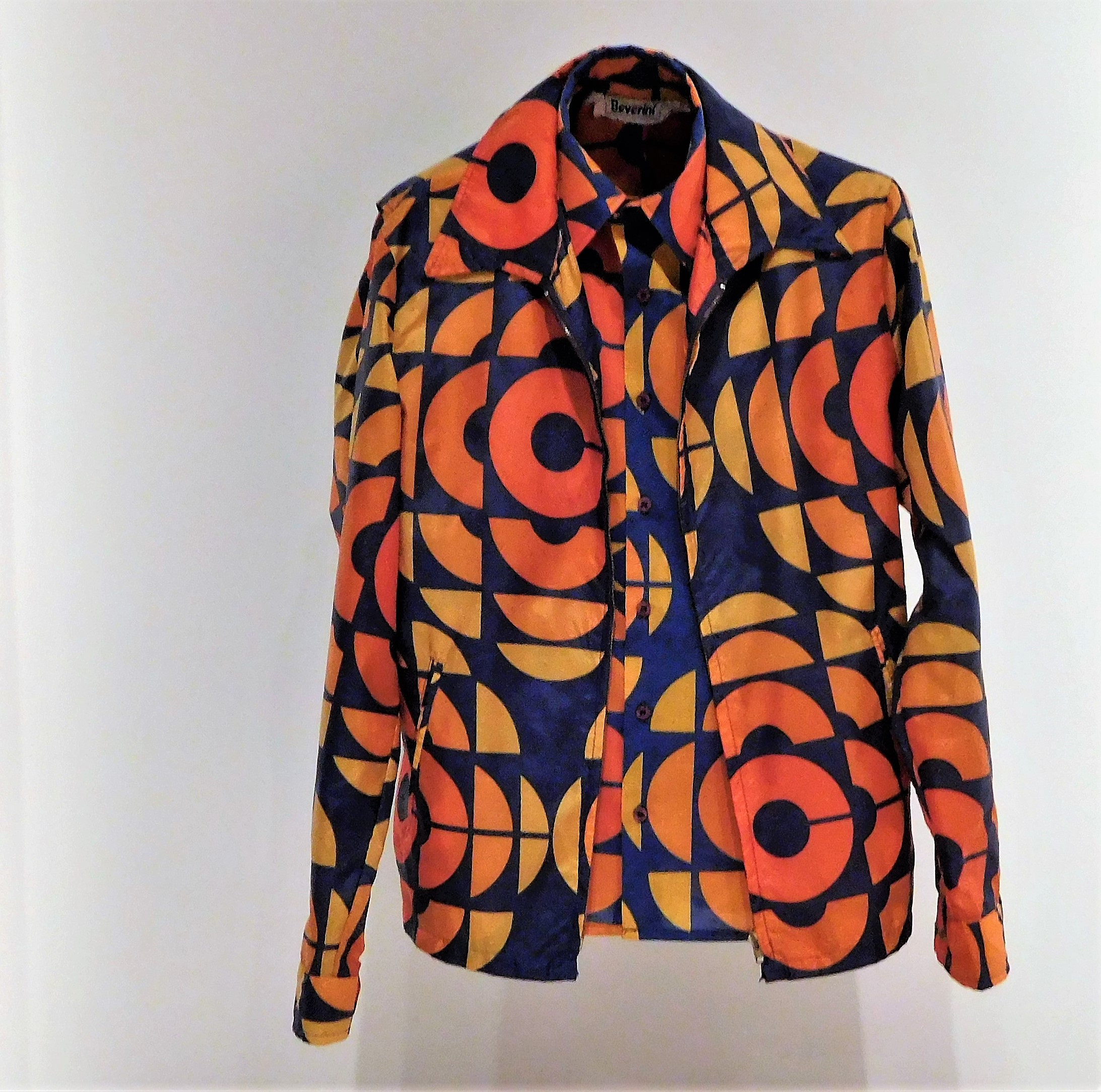
Chemisier et blouson « Pizza » pour le personnel de Radio-Canada, 1976

En 1976, il habille les personnel de Radio-Canada pour les Jeux olympiques de Montréal, dont la fameuse chemise à motif « Pizza ».
De 1980 à 1990, il signe les uniformes des agents de bords et pilotes d’Air Canada, de Canadian, de Nordair, de Québécair, des douanes canadiennes et d’Aluminerie Alouette. Par la suite, de 1990 à 2000, il réalise les uniformes de Postes Canada, d’Hydro-Québec, du Musée Pointe-à-Callière, du Musée des beaux-arts de Montréal et de Pharmaprix.
De 2000 à 2010, il crée les uniformes des Casinos du Québec, d’Héma-Québec, de Jetsgo, Molson, du Chœur de Laval, de l’Auberge du Lac Taureau, de Fido, de la Place-des-Arts et de Purolator, en collaboration avec le créateur Marcel Dénommé.
En 2013, il dessine les nouveaux uniformes de l’Hôtel St-Paul du Vieux-Montréal.
En 2014, il lance la garde-robe complète féminine et masculine pour les employés de la Société de Transport de Montréal (STM).
Il habille plusieurs personnalités connues, entre autres, Andrée Lachapelle, Fabienne Thibeault, Louise Deschâtelets, Clémence Desrochers, Eva, Marie-Michèle Desrosiers, Silvia Ballassanian, Barbara, Robert Charlebois et Jean-Pierre Ferland, Mila Mulroney, Pauline Marois, Liza Frula, parmi tant d'autres.

## Communicateur

### Conférencier
Depuis 2000, Jean-Claude Poitras a prononcé à plusieurs conférences. En 2000, il élabore la conférence « Hitchcock, ses actrices fétiches et son rapport avec la mode » au Musée des beaux-arts de Montréal et en 2008,  « Les grands d’aujourd’hui racontent ceux d’hier », portrait de la comédienne Denise Pelletier, initié par l’Ordre national du Québec.
En 2005, il présente la conférence « Histoire, style et tendances en Arts de la table » au Salon HRI. Présentée de nouveau en 2006 à la Maison du Gouverneur et en 2008 à l’Association des manufacturiers et exportateurs du Québec.
En 2006, il présente la conférence « Le design et l’Art de Vivre comme outil de développement de l’industrie touristique » aux Assises du Tourisme du Québec (Prix coup de cœur de la chaire en tourisme de l’UQAM) et présentée en 2007 aux Croisières CTMA.
En 2010, il présente la conférence « Cheminement de carrière et évolution de ma démarche artistique » à la Chambre de commerce et d’industrie de Drummondville.
Il présente depuis 2009, sa conférence « L’évolution de la mode et du design au Québec et à l’international; styles, tendances et phénomènes de société » dans diverses institutions dont l’UTA (Université du troisième âge, associée à l’université de Sherbrooke), la Grande Bibliothèque de Montréal, aux Tenants des Arts et de la culture de Saint-Lambert, la Bibliothèque de Mascouche, l’Université Laval, le Cégep Marie-Victorin, le Groupe Chartwell, les Belles Heures de l'Université de Montréal, la Société Arts et Culture de Saint-Placide.
Depuis 2012, il prononce des conférences portant sur les tendances émergentes de la décoration au Salon national de l’habitation de Montréal. En 2012 « Le design multidisciplinaire, c’est tendance », en 2013 « Le rough Luxe, la vague déferlante » et en 2014 « Le Néo-trad, un style ».
En 2012, il est invité à présenter sa conférence « Le design multidisciplinaire, c’est tendance! » au Salon rénovation & décoration de Québec.
En 2013, dans le cadre de l’exposition Grace Kelly au Musée McCord, il présente une conférence montée sur mesure pour cet événement « Grace Kelly, la leçon de style » en plus d’être le porte-parole de cette exposition majeure.
En 2014, il est l’invité d’honneur de la Caisse Desjardins de Sillery. Il y présente la conférence « J’ai une histoire à raconter ».
En 2014, il prononce sa conférence « Osez créer, et croire en sa créativité » pour la soirée bénéfice de la maison des jeunes La Symbiose de Cap Rouge.

### Chroniqueur
Jean-Claude Poitras rédige plusieurs articles pour une multitude de publications, entre autres, les Ailes de la Mode (TVA), sympatico.ca, servicevie.com, magazine Femme Plus, Toronto Life Fashion, HRI, Espace Vivre, La Semaine, Les Échos du Centre-Ville et du Vieux-Montréal, revue À rayons ouverts de la Grande Bibliothèque de Montréal.
Pendant 8 ans, il publie une chronique mensuelle, dans Le Devoir, portant sur l’univers de la mode et du design. Il signe la rédaction de l’introduction de la troisième partie du livre Objets de référence-122 témoins de l’histoire, publié en 2011 aux Éditions de l’Homme pour le Musée de la civilisation de Québec. Depuis 2011, il collabore à titre de chroniqueur occasionnel avec le magazine Formes.
En 2012, il est rédacteur en chef invité du journal Métro, puis rédacteur en chef invité et porte-parole du Magazine Signature. Il signe l’éditorial de l’édition « Artistes indisciplinés » pour le Magazine Tic Art Toc en 2014.
En 2015, il est chroniqueur à l'émission mensuelle Mémoires diffusée sur les ondes de Radio Ville-Marie en compagnie de l'animatrice Arlette Cousture, de l'historien Michel Pratt, de Patricia Leclerc (cinéma) et Congbon Huynh (gastronomie).

## Design multidisciplinaire
En 1998, a lieu l’ouverture de la Boutique Duo sur canapé dont il est propriétaire avec Colette Chicoine, rue Crescent à Montréal, consacrée à la mode cocooning et à l’art de vivre. De 2001 à 2004, il signe une collection exclusive de linge de maison et de porcelaine pour Linen Chest.
En 2001, il signe la conception du site de décoration idclic.net pour Technologies 2020 et en 2007, il signe le décor de leur nouveau siège social.
De 2002 à 2007, il conçoit des armoires de cuisine pour Cuisine Expert, une division de Maax. Puis en 2013, il signe une nouvelle ligne d’armoires pour le Groupe 3R.
En 2005,  il crée la première maison usinée écologique et bigénérationelle pour les Industries Bonneville.
Depuis 2006, en collaboration avec Vitre-Art il développe des collections contemporaines de portes et fenêtres en vitraux. Il signe également des collections de portes intérieures et extérieures exclusives pour Rona en 2009, pour Alumican et Milette en 2011.
En 2007, il conçoit le décor du restaurant Mattissimo, aujourd’hui Piatti.
En 2008, il développe le branding pour le vignoble Le Domaine des Salamandres et créé les étiquettes de leurs produits, dont le premier poiré de glace au monde. En 2011, il signe le concept des étiquettes de tous les produits du vignoble Entre Pierre et Terre, propriété de l’œnologue Loïc Chanut.
En 2010, Jean-Claude lance la collection Poitras 13, rue de l’univers, dédiée à la décoration et à l’Art de Vivre.
En 2011, il conçoit la bûche de Noël Chamade et des verrines pour Première Moisson.
En 2012, il développe deux penderies griffées Jean-Claude Poitras pour Garde-robe Gagnon.
En 2014, il lance avec la collaboration de l’agence PF, la collection de vins Beaux-Arts Bons Vins.
En 2015, il crée l'étiquette Cuvée 74 - Alexei Emelin du Domaine des Salamandres.
En 2016, il crée le projet Le meuble québécois en vedette en collaboration avec l'Association des fabricants de meuble du Québec et il crée les Week-ends Visites Libres du printemps et de l'automne.
En 2017, il crée le canapé Siracusa pour le fabricant G Romano. Il agit en tant que directeur artistique pour la pochette et le livret intérieur du CD Infidèle de la chanteuse Luce Hébert.
De 2016 à 2018, il devient le directeur artistique pour le développement des collections Objets de mémoire basé sur les archives de la Bibliothèque et Archives nationales du Québec pour la Boutique de BAnQ.
En 2018, il agit en tant que directeur artistique pour l'Espace Création Jean-Claude Poitras du Salon des métiers d'arts de Montréal.
En 2019, la collection de poignées Les muses créée en collaboration avec Richelieu voit le jour.

## Artiste en arts visuels et expositions
À la fin des années 1990, Jean-Claude Poitras commence à créer des œuvres sur papier.
- 2002 : Hommage rendu par la Galerie les Trois C en présentant l'exposition rétrospective Sculptures corporelles de Jean-Claude Poitras, soulignant 30 ans de créations et de design.
- 2012 : La Galerie Roccia de Montréal lui offre sa première exposition solo en tant qu’artiste en arts visuels, Roméo et ses Juliette. Il conçoit également 3 modèles d’assiettes de collections en série limitée célébrant les différents aspects de sa vie d’artiste. Il y présente en 2013 sa seconde exposition De traces et de murmures…. Il récidive en 2014 à la même galerie avec l’exposition Prélude.
- 2013 : Dans le cadre de la Nuit blanche de Montréal, édition 2013, il conçoit une installation éphémère à l’hôtel St-Sulpice Dans la forêt des Nymphes, le temps d’une nuit blanche. Une installation composée de ses sculptures lumineuses Les Nymphes.
- 2014 : Début de l'exposition permanente à l’hôtel St-Sulpice intitulée De corps et d'âme.

- 2015 : Concours automnal | Invité d’honneur, Exposition collective de l’AAPARS, Centre Marcel-Dulude, St-Bruno de Montarville.

- 2015 : Génération C | Exposition collective, Galerie OPUS 3, Montréal.
- 2016 : Jean-Claude Poitras | Exposition solo, Galerie OPUS 3, Montréal.
- 2016 : Gwangju International Art Fair | Foire d’art contemporain en Corée du Sud.
- 2016 : Parenthèse au cœur de la ville chamade | Exposition solo, Galerie Québec Art, Québec.
- 2016 : Affordable Art Fair, New-York | Exposition collective.
- 2017 : 30e anniversaire de la Galerie Iris, Baie St-Paul | Exposition collective.
- 2017 : Sur le chemin du Roy, au fil de mes escales | Exposition rétrospective 45 ans de carrière, Centre d’art Diane-Dufresne, Repentigny.
- 2017 : Œuvres faisant partie de la collection de la Ville de Repentigny.
- 2018 : Œuvre de verre créée pour le hall d’entrée du prestigieux complexe immobilier L/L sur le Lac (Groupe Quorum).
- 2019 : Exposition solo Jean-Claude Poitras Sur la route des vacances au Galerie-théâtre du Lac Brome.
- 2019 : Jean-Claude Poitras, mode et inspirations | Exposition rétrospective, Musée de la civilisation, Québec (20 juin 2019 au 15 septembre 2019) et Musée McCord-Stewart, Montréal (24 octobre 2019 au 26 avril 2020).
- 2020 : À l’heure du soir qui penche | Exposition solo à l’Hôtel galerie Saint-Sulpice du Vieux- Montréal.
- 2020 : Papeterie Saint-Gilles de Charlevoix, coffret de 5 cartes Les demoiselles de Charlevoix.
- 2021 : Collection d'illustrations sur cartes à planter Le retour des beaux jours avec Création Cé.
- 2022 : Collection d'illustrations sur cartes à planter Au jardin de mon cœur avec Création Cé.
- 2021 : Exposition Le Mali de mes amours au Centre Eaton de Montréal dans le cadre de la Semaine Mode Montréal 2021.
- 2021 : Kiosque-exposition 50 ans de créations au Salon des métiers d’arts 2021.
- 2022 : Exposition 50 ans de créations à l’espace V de La Virée des Ateliers | Exposition collective.
- 2022 : Exposition 50 ans de créations au Centre Culturel Marocain dans le cadre de Rallye Expo 2022 | Exposition collective.
- 2022 : Exposition 50 ans de créations, une exposition solo présentée à la maison de la culture de Saint-Placide.

## Autres activités
Il collabore avec diverses organisations, entre autres, la Fondation Mode Matinée, la Société pour les enfants handicapés du Québec, la Société canadienne du cancer, l'OSM, l'Orchestre métropolitain, l'Association du Quartier du Musée, la Fondation Mira, la Fondation de l’hôpital de Rivière-des-Prairies, Les Grands Ballets canadiens, le Musée Pointe-à-Callière, le Grand Bal historique du 300e anniversaire du Château Ramezay, la Maison de Marthe, la Féerie de Noël de St-Vallier, Montréal Couture, le Grand Bal de l’Orchestre symphonique de Drummondville, le Musée du costume et du textile.
Il signe la direction artistique d’événements, entre autres, la Collation des grades de l’UQÀM, au Musée McCord,  Le Bal d’une nuit d’été de l’Orchestre symphonique de Montréal, le Festival Rythmes et Saveurs de Saint-Donat : le passage des Arts Gourmands (Coup de cœur 2006 de Tourisme Lanaudière), la coordination et l'animation du défilé ABA (Allied Beauty Association) dans le cadre du congrès de l’Association canadienne de la beauté.
Jean-Claude assume la présidence d’honneur de plusieurs événements dont Bulles et Tapis Rouge pour l’Association pulmonaire du Québec, Osez le Rouge pour La maison des jeunes La Symbiose et Diversité Artistique Montréal (DAM).
De 2000 à 2003, il est chargé de cours à l’École supérieure de mode de Montréal (UQÀM).
En 2013, il devient membre des conseils d’administration du Musée du costume et du textile (MCTQ) et du groupe Sensation Mode.
En 2017, la Fabrique culturelle l'invite à discuter de son exposition Jean-Claude Poitras : Sur le chemin du Roy, au fil de mes escales, qui témoigne des périodes marquantes de ce grand créateurs.
En 2018, il est l’invité d’honneur lors de la 5e année du Symposium de Traces Arts Visuels à laquelle il expose quelques-unes de ses œuvres et offre un atelier aux 18 artistes in-situ et une conférence publique à la mairie de L’Ange-Gardien (Outaouais).
Jean-Claude Poitras devient le porte-parole pour la 12e édition de La Virée des ateliers qui se déroule du 2 au 5 mai 2019, qui met en lumière artistes, artisans, designers et créateurs. Il répète l'expérience en mai 2022.
En novembre 2020, l'Ambassade de la République du Mali au Canada approche Jean-Claude Poitras avec la vision de bâtir des passerelles culturelles et économiques entre les deux pays. Ils souhaitent en faire l'ambassadeur honorifique et directeur artistique du projet La nouvelle route du coton. Jean-Claude Poitras se voit confier le mandat de revisiter et faire rayonner le savoir-faire ancestral de la culture du coton, teints et tissés par des artisanes et des tisserandes maliennes, en créant des articles de mode et de décoration d’intérieur. La collection Mode et Maison, qu'il baptisera Le Mali de mes amours et qu'il réalisera au cours de 2021, s'inscrira alors parfaitement dans le concept de la mouvance glocale avec le souci du développement écoresponsable et des impacts sociaux et environnementaux.
À l'aube de 2022, Jean-Claude Poitras a habillé une suite de l'hôtel Fairmont Le Reine Elizabeth avec une sélection de pièces de mobilier et d'art d'artisanes et artisans en métiers d'arts québécois pour mettre leur savoir-faire de l'avant.

## Prix et distinctions
- 1981 : Présente sa collection dans les jardins de l’ambassade du Canada à Washington lors du grand défilé Haute Couture Canada
- 1982 : Prix Moda del Amo en Californie
- 1985 à 1991 : Élu designer de l’année lors des semaines de la mode Montréal
- 1987 : Représentant du Canada lors du défilé international Rendez-vous 87 à Québec
- 1987 : Prix Woolmark à Toronto
- 1987 : Célébré par Dubonnet par un défilé au Palais des Congrès pour ses 15 ans de création
- 1989 : Prix Style of Fame à Toronto
- 1989 : Récipiendaire du prestigieux Fil d’Or à Monte-Carlo
- 1990 : Manstyle Award à Toronto
- 1990 : 2 trophées Via Design pour ses collections hommes et femmes
- 1991 : Prix du meilleur designer féminin et masculin, 1re édition du Gala de la Griffe d’Or
- 1991 : Prix Elle Québec
- 1993 : Seul designer canadien sélectionné pour faire partie du premier agenda international de la mode (Fashion Desk Diary)
- 1994 : Prix designer de l’année de la Ville de Québec
- 1995 : Reçoit l’Ordre du Canada
- 1995 : Invité à présenter sa collection lors d’un défilé international organisé par le Fashion Group de Chicago
- 1996 : Nommé Chevalier de l’Ordre National du Québec
- 1997 : Choisi pour participer à l’exposition Mode & Collections, organisée par le Musée de la civilisation de Québec
- 1999 : Représentant de la mode québécoise lors de l’exposition Le Printemps du Québec à Paris
- 1999 : Prix Arc à Toronto avec Colette Chicoine pour leur boutique Duo sur Canapé
- 2000 : Trophée Griffe d’Or Hommage
- 2002 : Don d’archives au Musée de la civilisation et création du fonds Jean-Claude Poitras
- 2007 : Prix SIDIM pour la création du stand Vitre-Art au Salon international du design d’intérieur de Montréal
- 2007 : Don de vêtements et de documents au Musée McCord
- 2009 : Commissaire de l’exposition La collection selon… aux côtés, entre autres, des Kent Nagano, Michel Tremblay, Robert Charlebois, Marie Laberge et René Richard Cyr pour la Galerie Espace Collection de Loto Québec
- 2010 : Don d’archives au Musée du costume et du textile du Québec (MCTQ)
- 2010 : Don d’archives au Musée de la civilisation
- 2012 : Promu Officier de l’Ordre de national du Québec
- 2012 : Premier récipiendaire du prix Art de Vivre par le Salon national de l’habitation
- 2012 : Médaille du jubilé de diamant de la reine Elizabeth II, Gouverneur général du Canada
- 2013 : Les 2 premiers modèles de sa nouvelle ligne de mobilier pour Fornirama sont récompensés par le jury au TCHFM de Toronto
- 2015 : Prix hommage de la Fondation de la mode de Montréal
- 2016 : Intronisation à titre de membre aux Commanderies des Côtes-du-Rhône
- 2018 : Prix Ariane honorifique pour l'ensemble de sa carrière du Cégep Marie-Victorin[3]
- 2019 : Récipiendaire de l'Ordre de Montréal[4]
- 2019 : Récipiendaire du prix Ernest-Cormier, l'un des prix culturels du Québec, il devient le premier designer à recevoir ce prix[5]

## Sources
- Ordre national du Québec